# Karel De Busschere
Karel De Busschere (Oostnieuwkerke, 27 juni 1912 - Ieper, 2 oktober 1998) was een Belgisch rooms-katholiek priester, taalkundige en kenner van de Gezelleliteratuur.

## Levensloop
De Busschere werd in 1936 tot priester gewijd. Zijn loopbaan verliep praktisch volledig in het onderwijs:
- leraar aan het bisschoppelijk college van Oostende;
- leraar aan het bisschoppelijk college van Menen;
- leraar aan de normaalschool in Torhout (1939-1956);
- econoom van het Leo XIII-seminarie in Leuven;
- diocesaan inspecteur Nederlands voor het middelbaar onderwijs in het bisdom Brugge;
- rector van de Broeders Maristen in Pittem.

In 1985 trok hij zich terug in het rusthuis Vrijzicht in Elverdinge.

## Taalkundige
Karel De Busschere schreef veel over taal en dialect. Hij publiceerde spreuken, gezegden, taalvondsten allerhande. Veel van die publicaties verschenen, decennialang, in het tijdschrift Biekorf onder de titel Taalaantekeningen.
Hij was een uitstekend Gezellekenner en was medestichter in 1961 van het Guido Gezellegenootschap. Hij publiceerde de dichtwerken van de Meester met commentaar en was ook verantwoordelijk voor de heruitgave van Gezelles gedichten in een dundrukuitgave.

## Publicaties
- Ontstaan en inhoud van het spraakkunst-vraagstuk, Brugge, De Haene-Bossuyt, z.j.
- Levend Nederlands: twintig taalschatlessen in heemkundige geest opgevat, Roeselare, Hernieuwen, z.j.
- Guido Gezelle, een ontmoeting, Brugge, Desclée de Brouwer, 1959, 1961 & 1964.
- Guido Gezelle 1830-1899. Chronologische bloemlezing: een trilogie van schoonheid ontloken aan het leven, Antwerpen, Nederlandsche Boekhandel, 1962-1863.
- Guido Gezelle, 2000 regels poëzie, Brugge, Desclée De Brouwer, 1966.
- Guido Gezelle, 2500 regels vrijwel onbekend proza, Brugge, Desclée de Brouwer, 1967.
- Versvoet en woordbeeld bij G. Gezelle, in: Album Antoon Viaene, Brugge, 1971.
- Taalmens en taalpedagoog Guido Gezelle als factor van Benelux, Brugge, De Haene-Bossuyt, 1971.
- Guido Gezelle, Volledige Dichtwerken,1971.
- Gedenkboek Guido Gezelle. Kortrijkse periode, 1872 - 1899, Kortrijk, De Leiegouw, 1972.
- Guido Gezelle, een grote ontmoeting, Brugge, Orion, 1980.
- Guido Gezelle, Tijdkrans, Zutphen, Thieme, 1981.
- Biografie Guido Gezelle, in: Nationaal Biografisch Woordenboek, T. X, Brussel, 1983.

Hij werkte mee aan de jubileumuitgave van Gezelles dichtwerk door Jozef Boets, in tien delen (1980-1991).
Na het overlijden van Jules Faes leverde De Busschere teksten voor het Brugsch poppenspel Den Uyl.

## Eerbetoon
Hij werd in 1985 verkozen tot lid van de Maatschappij der Nederlandse Letterkunde in Leiden.